# Museo Arqueológico de Kímolos
El Museo Arqueológico de Kímolos es uno de los museos de Grecia. Se encuentra ubicado en la capital de la isla de Kímolos, en el archipiélago de las Cícladas.

## Historia del museo
La Colección Arqueológica de Kímolos fue creada en 1954 con el fin de que los numerosos hallazgos de las excavaciones de la isla permanecieran allí en lugar de ser trasladados al Museo Arqueológico Nacional de Atenas. Esta colección se expuso en una sala de una residencia de ancianos hasta que, gracias a la donación de un edificio, conocido como la «casa Vafia» —construido en el siglo XIX—, al Ministerio de Cultura de Grecia, que tuvo lugar en 1965, este se convirtió en la sede del museo arqueológico. Sin embargo, el edificio tuvo que pasar por un proceso de restauración que se prolongó entre 1995 y 2001. A continuación se inició un proyecto para la organización de los espacios del museo que concluyó en 2005, y que permitió que fuera abierto al público en 2006.

## Colecciones
El museo contiene una colección de objetos procedentes de yacimientos arqueológicos de la isla, entre los que destacan principalmente los de la necrópolis de «Elliniká». Se exponen en dos salas. 
La sala I contiene los hallazgos pertenecientes a la prehistoria como herramientas, cerámica y estatuillas de los periodos paleolítico, neolítico, cicládico temprano y micénico. Además, se exponen los hallazgos de la necrópolis de «Elliniká», que pertenecen al siglo VIII a. C. Es destacable la exposición de uno de los enterramientos con todo el ajuar funerario que contenía. Por otra parte, se expone una columna con un relieve donde se representa a una mujer, del siglo VII a. C.
En la sala 2 se exponen los hallazgos de épocas comprendidas entre el periodo arcaico y la época romana tardía. También hay una copia de un importante decreto de Kímolos del periodo helenístico cuyo original se conserva en el Museo Arqueológico de Caristo.